# Graustirnspecht
Der Graustirnspecht (Colaptes atricollis) ist eine Vogelart aus der Familie der Spechte (Picidae). Dieser recht kleine Specht ist ein Endemit Perus und hat dort ein kleines Verbreitungsgebiet in den Anden. Die Art bewohnt offene, trockene bis halbtrockene Gebiete und kommt in trockenem Nebelwald, Buschland mit großen Kakteen, Wüstengebüsch und baumbestandenen Bereichen sowie an Flussufern vor, zudem wird auch Kulturland besiedelt. Die in erster Linie auf Bäumen, aber auch nahe am oder auf dem Boden gesuchte Nahrung besteht aus Ameisen und deren Larven und Puppen.
Die Art gilt als wenig häufig, der Weltbestand ist jedoch vermutlich stabil. Der Graustirnspecht wird von der IUCN aufgrund der Größe des Verbreitungsgebietes (> 20.000 km²) und des vermutlich stabilen Bestandes als ungefährdet („least concern“) eingestuft.

## Beschreibung
Graustirnspechte sind recht kleine Spechte mit langem Schwanz. Der Schnabel ist mittellang, punktförmig zugespitzt, am First nach unten gebogen und an der Basis relativ schmal. Die Körperlänge beträgt etwa 25 cm, das Gewicht 73–90 g. Diese Spechte sind damit etwas größer als ein Buntspecht, aber ebenso schwer wie dieser. Die Art zeigt hinsichtlich der Färbung einen deutlichen Geschlechtsdimorphismus.
Bei Männchen der Nominatform C. a. atricollis ist fast die gesamte Oberseite einschließlich Nacken, Schulterfedern, Oberflügeldecken und Schirmfedern auf bronzegrünem Grund schmal schwarz gebändert. Bürzel und Oberschwanzdecken haben eine hellere Grundfarbe und hellere Binden. Die Schwingen sind dunkelbraun mit gelblicher Bänderung, die olivgelben Federkiele bilden oft ein helleres Feld. Die Steuerfedern sind oberseits dunkelbraun, das mittlere Steuerfederpaar sowie die Außenfahnen des äußersten Steuerfederpaares sind hell gebändert.
Die obere Brust ist schwarz, die übrige Unterseite des Rumpfes ist blassgelb. Die untere Brust ist auf diesem Grund breit schwarz gebändert, zu den Flanken hin und auf Bauch und Unterschwanzdecken pfeilspitzenförmig schwarz gebändert. Die Unterflügel sind gelb, die Handdecken sind dunkler gebändert. Der Unterschwanz ist braun, zur Basis hin gelber und zeigt eine weißlich gelbe Bänderung.
Stirn und Oberkopf sind dunkelgrau mit roten Federspitzen auf der Stirn und an den Oberkopfseiten, manchmal zeigt auch der gesamte Oberkopf rote Federspitzen. Hinterkopf und oberer Nacken sind rot. Die Zügelregion und eine Linie über den Augen sind gelblich weiß. Die Ohrdecken sind ähnlich gefärbt, aber etwas dunkler mit einem beigeoliven Ton. Der Bartstreif ist rot mit schwarzen Federbasen. Kinn und Kehle sind in Fortsetzung der schwarzen Brust ebenfalls schwarz, die Halsseiten sind mehr olivgrau mit schwarzer Bänderung.
Der Schnabel ist schwarz, an der Basis heller. Beine und Zehen sind grüngrau. Die Iris ist braun oder kastanienbraun.
Bei Weibchen ist die rote Partie auf Hinterkopf und oberen Nacken beschränkt, der vordere Oberkopf und der Bartstreif sind schwarz.

## Lautäußerungen
Der Alarmruf ist ein kurzes und wiederholtes „peah“ oder „chypp“. Weiterhin wurde ein lautes, klares und gereihtes „wicwicwicwic....“ beschrieben. Ob die Art trommelt, ist bisher offenbar nicht bekannt.

## Verbreitung und Lebensraum
Dieser Specht ist ein Endemit Perus und hat dort ein kleines Verbreitungsgebiet in den Anden. Das Areal umfasst die Osthänge der Anden in der Provinz Piura (Marañóntal), in den Regionen La Libertad, Ancash und im Nordwesten von Huánuco sowie die Westhänge der Anden von den Regionen La Libertad und Ancash nach Süden bis in den Westen von Arequipa. Die Größe des Gesamtverbreitungsgebietes wird auf 155.000 km² geschätzt.
Die Art bewohnt offene, trockene bis halbtrockene Gebiete und kommt in trockenem Nebelwald, Buschland mit großen Kakteen, Wüstengebüsch und baumbestandenen Bereichen sowie an Flussufern vor, zudem werden auch Kulturlandschaften wie Bewässerungsgebiete, Obstgärten, Baumplantagen und Gärten besiedelt. Graustirnspechte kommen auf der Westseite der Anden in Höhen von 500 bis 2800 m, selten bis 4000 m vor, auf der Ostseite der Anden im Bereich des Marañóntales in Höhen von 1700 bis 4300 m.

## Systematik
Winkler et al. erkennen zwei gut differenzierte Unterarten an:
- Colaptes a. atricollis (Malherbe, 1850) – Westhänge der Anden. Die Nominatform ist oben beschrieben.
- Colaptes a. peruvianus  (Reichenbach, 1854) – Bereich des Marañóntales. Kleiner und kurzschnäbeliger als Nominatform, Oberseite brauner, ohne Olivton auf den Federkielen, Oberflügeldecken mit breiten gelblich weißen Spitzen und Säumen, Unterseite heller und weniger stark gebändert.

## Lebensweise
Zur Lebensweise der Art liegen nur wenige Angaben vor. Die in erster Linie auf Bäumen, aber auch nahe am oder auf dem Boden gesuchte Nahrung besteht aus Ameisen und deren Larven und Puppen. Nahrungsobjekte werden durch Ablesen, Stochern und gelegentliches Hacken erlangt. Die Fortpflanzung erfolgt wahrscheinlich im Juni und Juli, im Bereich des Marañóntales wohl auch noch im September. Die Schlaf- und Bruthöhlen werden in Bäumen und Telegrafenmasten angelegt, von Colaptes a. peruvianus auch in großen Kakteen. Weitere Angaben zur Brutbiologie gibt es bisher nicht.

## Bestand und Gefährdung
Schätzungen zur Größe des Weltbestandes liegen bisher nicht vor. Die Art gilt als wenig häufig, der Weltbestand ist jedoch vermutlich stabil. Der Graustirnspecht wird von der IUCN aufgrund der Größe des Verbreitungsgebietes (> 20.000 km²) und des vermutlich stabilen Bestandes als ungefährdet („least concern“) eingestuft.